# アンソニー・ファウチ
アンソニー・スティーヴン・ファウチ（Anthony Stephen Fauci； [ˈfaʊtʃi]、1940年12月24日 - ）は、アメリカ合衆国の医師、免疫学者。アンソニー・ファウシ、アンソニー・フォーシとも。

## 人物
1984年からアメリカ国立アレルギー・感染症研究所 (NIAID) 所長。アメリカ合衆国の政権7代に渡って大統領に医療分野の助言をし、大統領エイズ救済緊急計画の策定において中心的役割を果たした。
2020年1月からは、アメリカ合衆国における新型コロナウイルス・パンデミックに対処するホワイトハウス・コロナウイルス・タスクフォースの主要メンバーの一人として活躍している。アメリカ国立衛生研究所 (NIH) の医師として、50年以上にわたり様々な立場から公衆衛生に貢献してきた。科学者として、また NIH の NIAID の責任者として、HIV/AIDS研究やその他免疫不全の研究に貢献し、ロベルト・コッホ賞金メダル（2013年）や、ガードナー国際保健賞（2016年）等を受賞。
ニューヨーク・タイムズ紙はファウチを「感染症に関する米国の第一人者」と呼んだ。
2022年8月にキャリアの「次の段階を追求したい」として政府職から退く考えを表明し、同年12月31日付けで国立アレルギー感染症研究所所長と米主席医療顧問を辞任した。
2024年、西ナイルウイルスに罹患して入院。その後、回復して自宅療養を行った。

## 生い立ち
1940年12月24日、ニューヨーク市ブルックリン区で、薬局を営むスティーブン・A・ファウチ (Stephen・A・Fauci) とユージニア・A・ファウチ (Eugenia・A・Fauci) の間に生まれた。父親は薬剤師で、母と妹はレジ係、ファウチは処方箋薬の配達をしていた 。
父方の祖父母、アントニーノ (Antonino Fauci) とカロジェラ (Calogera Guardino) は、イタリアのシチリア島シャッカ出身である。母方の祖母、ラファエラ・トレマテラ (Raffaella Trematerra) はナポリ生まれの仕立屋、母方の祖父、ジョヴァンニ・アビス (Giovanni Abys) はスイス生まれの芸術家で、風景画や肖像画、雑誌の挿絵（イタリア）、オリーブオイル缶などの商業ラベルデザインをしていた。ファウチの祖父母・曾祖父母らは19世紀後半にアメリカ合衆国に移住した移民であり、ファウチはカトリック教徒の家庭で育てられた。
1958年にニューヨークのレジス高校(en)を卒業後、ホーリークロス大学に入学し、1962年に古典学の学士号を取得した。その後、コーネル大学医学部（現Weill Cornell Medicine）に進学し、1966年に首席で医学博士号を取得して卒業した。その後、ニューヨーク・ホスピタル＝コーネル・メディカルセンター（現ニューヨーク・プレスビテリアン病院）でインターンとレジデント研修を修了した。

## 経歴
1968年、国立アレルギー・感染症研究所 (NIAID)・臨床調査研究所 (LCI) の臨床アソシエイトとして国立衛生研究所に入所した。1974年にLCI臨床生理学課長に就任し、1980年に免疫調節研究所長に就任。1984年にはNIAIDの所長に就任し、以後2020年現在も同職を務め、感染症および免疫介在性疾患に関する基礎研究および応用研究の広範な研究ポートフォリオを担当している
上位組織である国立衛生研究所 (NIH) の幹部となるオファーを断ってまで NIAID に留まり、HIV、SARS、2009年豚インフルエンザのパンデミック、MERS、エボラ出血熱、SARSコロナウイルス2等、ウイルス性疾患に対処するためにアメリカ合衆国の最前線にあり続けている。
2000年代初め、アメリカ合衆国大統領エイズ救済緊急計画（PEPFAR）の策定に重要な役割を果たした。また9.11テロ攻撃後のバイオテロ防御薬とワクチンの開発を推進した。

### 医学的業績

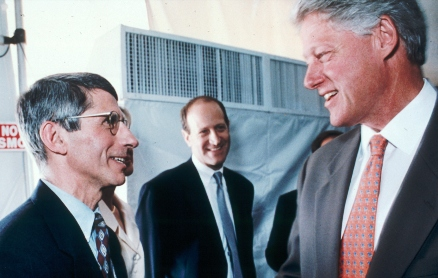
1995年、NIH を訪問したクリントン大統領に HIV/AIDS 研究の経過を説明するファウチ。

ファウチは、ヒトの免疫応答制御の理解に貢献する重要な科学的観察を行い、免疫抑制が免疫応答に適応するメカニズムを明らかにしたことで知られ、結節性多発動脈炎、多発血管炎性肉芽腫症、リンパ腫様肉芽腫症など、かつては致命的とされた疾患の治療法を開発した。
1985年 Stanford University Arthritis Center Survey of the American Rheumatism Association のメンバーは、ファウチの結節性多発性動脈炎および多発血管炎性肉芽腫症の治療に関する研究を、過去20年間のリウマチ学患者管理における最大の成果のひとつと評価した。

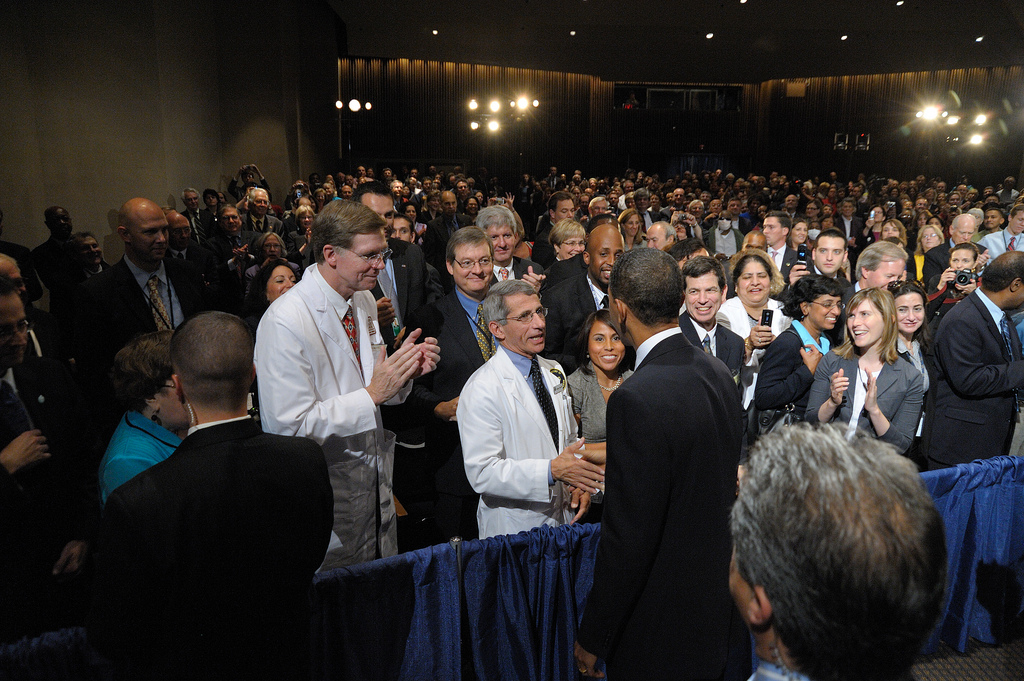
オバマ大統領と挨拶を交わすファウチ（2014年6月）

ファウチの研究は、ヒト免疫不全ウイルス (HIV) がどのようにして生体防御を破壊し、その症状が後天性免疫不全症候群 (AIDS) にまで進行するかの解明に貢献するもので、内因性サイトカインによる HIV の発現誘導のメカニズムを概説している。また、HIV 感染を予防するワクチンだけでなく、患者の治療と免疫の再構築のための戦略開発にも取り組んできた。現在は、HIV 感染の免疫原性メカニズムの性質と HIV に対する身体の免疫応答の範囲特定に取り組んでいる。
2003年、科学情報研究所 (Institute for Scientific Information) によって、1983年から2002年までの間、「科学雑誌に論文を発表した全世界・全分野の250万人から300万人の著者の中で、ファウチは13番目に多く引用された科学者であった」と紹介された。

### エボラ出血熱に関する議会公聴会
2014年10月16日、エボラウイルス危機に関する米国議会の公聴会に国立アレルギー・感染症研究所 (NIAID) の所長として出席したファウチは、数週間の間スクリーニングを行うことの重要性を訴えた上で、NIAID が試験を広範囲に行うために十分な量の治療薬やワクチンを生産するような状況に至るにはまだ距離があると証言した。具体的には、ファウチは「NIAIDは、西アフリカで発生している公衆衛生上の緊急事態に対処するための世界的な取り組みに積極的に参加しているが、エボラウイルスへの感染をどのように治療し、予防することができるかを理解するには、まだ初期の段階にあることを認識することが重要である」と述べている。
ファウチはさらに公聴会で「安全性と有効性を高水準で保ちながら研究を加速させていくにあたり、過去エボラウイルスの発生を封じ込めるのに効果があった公衆衛生対策の実施や、水分や電解質の補給などの治療戦略の実施が、追加感染を防ぎ、すでに感染している人を治療し、医療従事者を保護し、最終的にこの流行を終わらせるために不可欠である」と述べた。

### COVID-19 タスクフォース

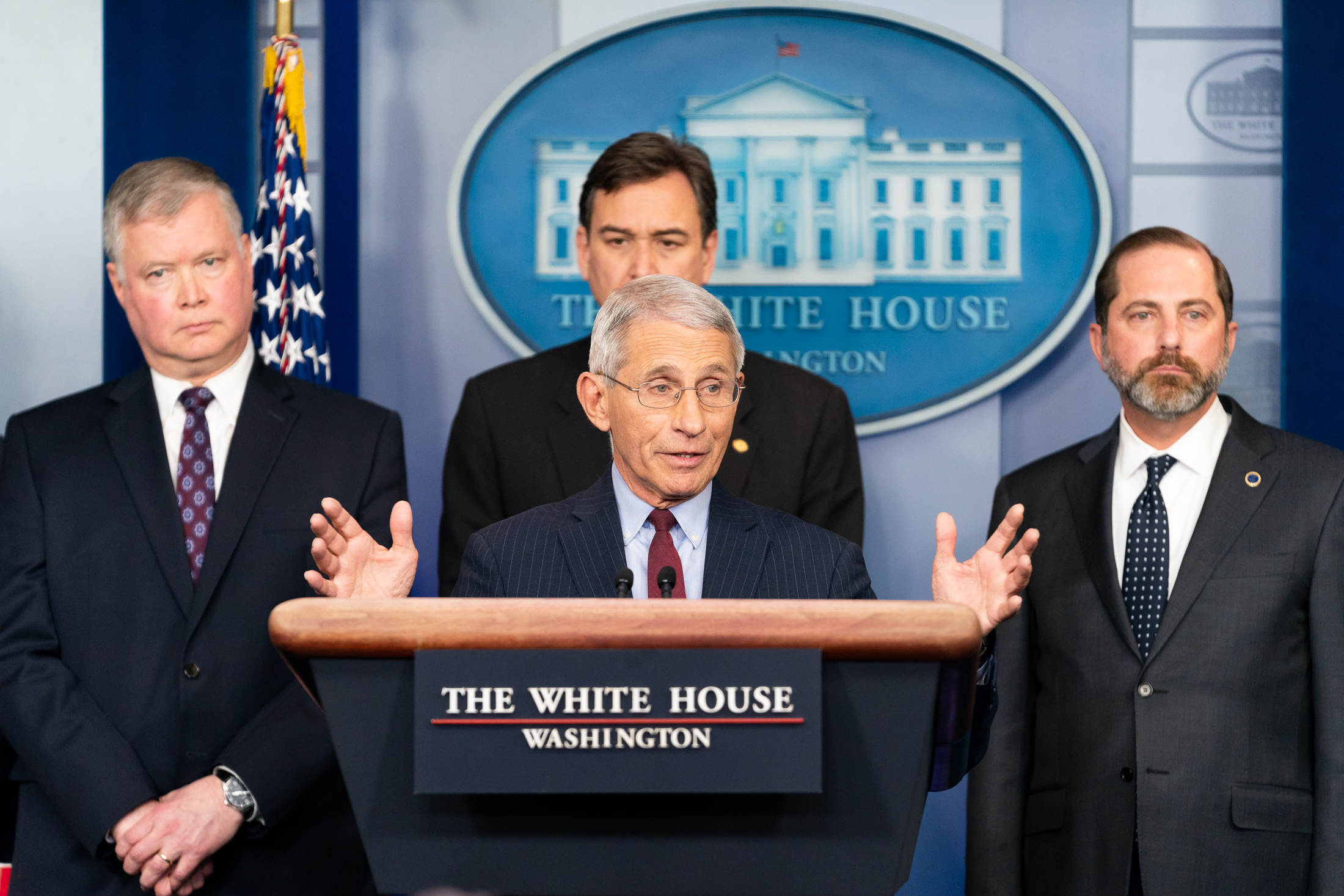
2020年3月、ホワイトハウスで Covid-19 について記者会見を行うファウチ

ファウチは2020年1月下旬にCOVID-19のパンデミックに対処するため大統領であるドナルド・トランプの下に設立された「ホワイトハウス・コロナウイルス・タスクフォース」のメンバーで、COVID-19感染者の最終的な致命率は、世界保健機関 (WHO) が当初推定した2 %よりも1 %に近づく可能性が高く、季節性インフルエンザにおける率0.1 %の10倍程になると述べている。
アメリカ合衆国のCOVID-19パンデミックにおいて、ホワイトハウスの「事実上の」公衆衛生スポークスパーソンであり、「社会的距離 (social distancing)」対策を強く提唱した。また政府が当初発表した15日間の自粛指針を、少なくとも2020年4月末まで延長することを主張した。
2020年7月23日にはニューヨーク・ヤンキース対ワシントン・ナショナルズのMLB開幕戦に無観客の中マスク姿で始球式を行った。
しばしば政府の方針に反する発言を行ったファウチは、大統領であるトランプから遠ざけられるようになり、2020年7月現在で2か月間も大統領と話す機会が無い状態となった。一方で2020年アメリカ大統領選挙を戦うトランプ陣営が作成した選挙用ビデオにはファウチが登場、「これ以上のことをできる人がいるとは思えない」と述べている映像がテレビで流されることとなった。ただし、この映像は過去の関係のないインタビューから言葉だけを抜き出したものであり、AFPとのインタビューの中で「私は公職について50年近く、選挙の候補者を公に支持したことはない」と述べている。
2020年8月、ファウチは家族殺害の脅迫を受けたことをハーバード大学のフォーラムで明かし、「純粋な公衆衛生上の原則に反対する人間が、私やあなたの科学的な発言を気に入らないからとの理由で脅迫してくることは夢にも思わなかった」と述べて「反科学」の風潮に警鐘を鳴らした。
2020年11月2日、ホワイトハウスから「ファウチ氏がトランプ政権のCOVID-19対応を批判したことは容認できない」として、公式に非難する声明を出された。
2020年12月、2020年アメリカ合衆国大統領選挙で勝利したとされるジョー・バイデン次期大統領から「首席医療顧問」に任命された。
2021年1月の定例会見で大統領であるバイデンをトランプ前政権と比較して「私たちがこれから行うことの一つは、完全に透明かつオープンで正直でいることだという点だ。もし物事がうまくいかなければ、誰かを非難するのではなく問題を修正し、あらゆることを科学と根拠に基づいて行うようにすること。過去を蒸し返したくはないが、ヒドロキシクロロキンなどについて言われていたことは科学的な事実に基づいておらず、本当に不快だった。何の反発も招かずに何かを口にできるとは、とうてい思えなかった。ここに来て自分の知っていることを話せること、どんな根拠があるのか、科学の何たるかを説明でき、科学に語らせるだけでいいと知っているということ。それには、何だか解放感を覚える」と述べた。
2021年2月、大統領であるバイデンがトランプ前政権の脱退決定を撤回したWHO（世界保健機関）の理事会に出席し、COVID-19ワクチンを共同購入する国際的な枠組み「COVAX」への参加を表明した。
2021年9月、国立アレルギー感染症研究所が米国内の非営利団体「エコヘルス・アライアンス」を介して武漢ウイルス研究所に340万ドルもの資金が提供されているということが報じられた。この資金はコウモリのコロナウイルスの研究に費やされていた。ファウチは、5月1日の公聴会で「国立アレルギー感染症研究所はウイルスの機能獲得実験のために武漢ウイルス研究所に資金を出したことはない」と述べているが、共和党所属のランド・ポール上院議員はこれを偽証とし、5年の刑に服すべきだと訴えた。
2023年、日本国政府より令和5年春の叙勲において、旭日重光章が贈られた。
2025年1月20日、バイデン大統領はトランプの大統領返り咲きを直前に控え、ファウチらに「不当な政治的動機に基づく訴追」を防ぐために恩赦を与えた。同月24日、トランプ大統領は「彼はたくさん稼いでいる。自分で警護を雇える」として、ファウチの警護を打ち切ったと記者団に語った。

## 会員協会
米国科学アカデミー、アメリカ芸術科学アカデミー、全米医学アカデミー、アメリカ哲学協会、デンマーク王立科学・文学アカデミーの会員であるほか、米国臨床試験学会  (American Society for Clinical Investigation) 、米国感染症学会、アメリカ合衆国免疫学会など多数の専門学会の会員でもある。また多くの科学雑誌において編集委員会のメンバーを務める他、『ハリソン内科学』をはじめ1000以上の科学出版物の著者、共著者、編集者でもある。

## 家族
患者の治療中に出会った NIH の看護師クリスティン・グレイディと1985年に結婚。グレイディはアメリカ国立衛生研究所臨床センターの生命倫理部門主任を務めている。娘が3人いる。
2020年には、ファウチがCOVID-19対策の公衆衛生上の対策を提言したことに対し、家族を殺害するとの脅迫が届いたため、警備上の対策を余儀なくされた。自身や家族への脅迫は、2024年6月時点でもなお続いていた。

## 受賞歴・栄誉

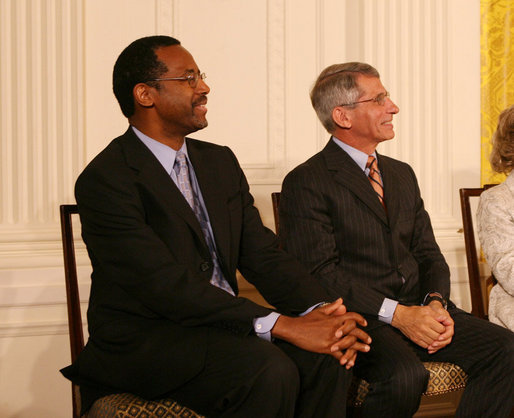
ホワイトハウスで大統領自由勲章を授与されるベン・カーソン（左）とファウチ。2008年6月19日

- 1979年: Arthur S. Flemming Award
- 1989年: Maxwell Finland Award
- 1995年: エルンスト・ユング賞（Samuel A. Wells, Jr.との共同受賞）[51]
- 1996年: Honorary Doctor of Science, コルゲート大学（ヒト免疫応答の先駆的観察とエイズワクチン研究に対して）[52]
- 1999年: Honorary Doctor of Public Service Degree, シッペンスバーグ大学  (Shippensburg University of Pennsylvania) .
- 2002年: オールバニ・メディカルセンター賞
- 2003年: American Academy of Achievement's Golden Plate Award [53]
- 2005年: アメリカ国家科学賞
- 2005年: American Association of Immunologists Lifetime Achievement Award[54]
- 2007年: メアリー・ウッダード・ラスカー公益事業賞[55]
- 2007年: ジョージ・M・コーバー・メダル
- 2008年: 大統領自由勲章[53]
- 2010年: 国際ポール・ヤンセン生物医学研究賞
- 2013年: ロベルト・コッホ・ゴールド・メダル
- 2013年: プリンス・マヒドール賞
- 2016年: ガードナー国際保健賞
- 2021年: ダン・デイヴィッド賞
- 2021年: 公共福祉メダル（米国科学アカデミー）
- 2021年: フィリップ・アベルソン賞
- 2023年：旭日重光章（日本国）

ファウチは多くの医療センターで客員教授を務め、これまでに米国内外の大学から計30の名誉博士号を授与されている

## 主要論文
- “Glucocorticosteroid therapy: mechanisms of action and clinical considerations”. Ann. Intern. Med. 84 (3):  304–15. (March 1976). doi:10.7326/0003-4819-84-3-304. PMID 769625.
- “The spectrum of vasculitis: clinical, pathologic, immunologic and therapeutic considerations”. Ann. Intern. Med. 89 (5 Pt 1):  660–76. (November 1978). doi:10.7326/0003-4819-89-5-660. PMID 31121.
- “Wegener's granulomatosis: prospective clinical and therapeutic experience with 85 patients for 21 years”. Ann. Intern. Med. 98 (1):  76–85. (January 1983). doi:10.7326/0003-4819-98-1-76. PMID 6336643.
- Fauci AS; Macher AM; Longo DL; et al. (January 1984). “NIH conference. Acquired immunodeficiency syndrome: epidemiologic, clinical, immunologic, and therapeutic considerations”. Ann. Intern. Med. 100 (1):  92–106. doi:10.7326/0003-4819-100-1-92. PMID 6318629.
- Fauci AS (February 1988). “The human immunodeficiency virus: infectivity and mechanisms of pathogenesis”. Science 239 (4840):  617–22. Bibcode: 1988Sci...239..617F. doi:10.1126/science.3277274. PMID 3277274.
- “New concepts in the immunopathogenesis of human immunodeficiency virus infection”. N Engl J Med 328 (5):  327–35. (Feb 1993). doi:10.1056/NEJM199302043280508. PMID 8093551.
- “Host Factors and the Pathogenesis of HIV-induced Disease”. Nature 384 (6609):  529-534. (12 December 1996). doi:10.1038/384529a0. PMID 8955267.
- “The challenge of emerging and re-emerging infectious diseases”. Nature 430 (6996):  242–49. (Jul 2004). Bibcode: 2004Natur.430..242M. doi:10.1038/nature02759. PMID 15241422.
- “An HIV vaccine – challenges and prospects”. N Engl J Med 359 (9):  888–90. (Aug 2008). doi:10.1056/NEJMp0806162. PMID 18753644.
- Fauci AS, Braunwald E, Kasper DL, Hauser SL, Longo DL, Jameson JL, Loscalzo J, eds. Harrison's principles of internal medicine, 17th ed. New York: McGraw-Hill Medical, 2008. ISBN 978-0-07-159991-7